# Joseph Cellony
Joseph Cellony est un peintre français né à Aix-en-Provence né en 1662, baptisé le 6 mai 1662 dans la paroisse de l'église Sainte-Madeleine, et mort dans la même ville le 18 janvier 1731.

## Biographie
Joseph Cellony est le fils de Pierre Cellony et de Delphine Tassy (ou Taxi).
Il s'est marié le 28 décembre 1692 dans la paroisse de la Magdeleine avec Chrétienne Boyer, fille d'Honoré Boyer, maître gantier, et de Gabrielle Reynaud.
Il est membre du « Corps académique des peintres et des sculpteurs d'Aix » depuis au moins 1692. Il en a été le trésorier en 1699 et 1710 et le syndic de 1718 à 1721
Joseph Cellony était considéré comme le peintre de portrait le plus distingué d'Aix. Plusieurs de ses portraits ont appartenu à la collection de Jean-Baptiste Boyer d'Éguilles. Cependant peu d'œuvres de lui nous sont parvenus. Les portraits des rois de France et des comtes de Provence peints pour la salle du Conseil de l'Hôtel de ville d'Aix, entre 1716 et 1726 ont été détruits le 21 août 1792. Les portraits de plusieurs dignitaires aixois qu'il avait réalisés nous sont connus par les gravures réalisées par Jacques Coelemans et Jacques Cundier (1645-après 1728) : 21 gravures de ces portraits réalisés par Jacques Coelemans et 6 de Jacques Cundier sont connues.

## Famille
- Jacques Cellony, maître tailleur à Aix, marié à Jehanne Rabillaud,
  - Antoine Cellony marié à Marguerite Valisset le 28 mai 1629 à la cathédrale Saint-Sauveur, fille de Francois Valisset, maître peintre à Aix, actif entre 1595 et 1643, et de Françoise Guigou,
    - Pierre Cellony marié à Delphine Tassy (ou Taxi) le 22 avril 1657,
      - Joseph Cellony marié à Chrétienne Boyer le 28 décembre 1692,
        - Joseph André Cellony, peintre, marié à Victoire Escalier le 8 février 1729,
          - Joseph II Cellony (1730-Paris 1786), sans descendance, franc-maçon,
          - Jean-Louis Cellony (Aix 1732-Aix 1819), procureur au parlement d'Aix, marié en 1799 avec Marguerite Ursule Figuière (morte en 1813), veuve de Pierre Florent Grange,
          - Gaspard Cellony (Aix 1743-Aix 1794), procureur au parlement d'Aix, héritier universel de Joseph II Cellony, franc-maçon à la loge de L'Étroite Observance des Amis Réunis.

    - Diane Cellony mariée à Timothée Laroche,
      - Antoine Laroche (vers1683-1740), marié à Claire Michel, orfèvre.

  - Anne Cellony mariée le 28 mai 1699 à Pierre Valisset, frère de Marguerite Valisset,
  - Madeleine Cellony mariée le 28 mai 1699 à Charles Valisset (vers 1606-1695), frère de Marguerite Valisset, maître peintre et doreur.

## Hommage
Une rue d'Aix-en-Provence porte le nom de « rue Cellony » en hommage à la famille de ces peintres par délibération du conseil municipal, le 9 mai 1894.